# Sòfil
Sòfil (en llatí Sophilus, en grec antic Σώφιλος) fou un poeta còmic de la comèdia mitjana originari de Sició o potser de Tebes. Es creu que va florir a la 108a Olimpíada, cap a l'any 348 aC.
Segons Suides, va compondre diversos drames:
- Κιθαρῳδός (Kizarodós "El Citarista")
- Φίλαρχος (Philargos "L'ambiciós")
- Τυνδάρεως ἢ Λήδα (Tindàreu i Leda)
- Δηλία (Delia)
- Ἐγχειρίδιον (o Χοιρίδιον) (Encheiridion o Choiridion)
- παρακαταθήκη (Parakatatheke)
- Συντρέχοντες (Syntregontes "Lluitadors")
- Ἀνδροκλῆς (Androkles)

Diògenes Laerci encara menciona una altra obra de nom Γάμοι (Gamoi "casaments"), però podria ser obra de Filemó.